# Алтанец, Валентин Иванович
Алтанец Валентин Иванович (24 октября 1936, Кривой Рог, Днепропетровская область — 27 октября 1995, Одесса) — советский и украинский художник, живописец и график.

## Биография
Родился 24 октября 1936 года в городе Кривой Рог. Детство провёл в селе Новоукраинцы.
В 1962 году окончил Одесское художественное училище.
В 1992 году стал одним из основателей творческого объединения «Човен». Член Национального союза художников Украины с 1993 года. Активный участник одесского нонконформистского движения.
Умер 27 октября 1995 года в Одессе.

## Творческая деятельность
Преимущественно работал в жанре сельского пейзажа, совмещал реалистичные фигуративные основы с чертами модернизма.

### Персональные выставки
- Редакция газеты «Знамя коммунизма» (Одесса, 1978);
- Дом актёра (Одесса, 1979);
- Выставочный зал Союза художников (Одесса, 1983);
- Хельсинки (1990);
- Торонто (1991);
- Париж (1994);
- Одесский художественный музей (Одесса, 1997);
- Выставочный зал управления внутренней политики Одесского городского совета (Одесса, 2007).

### Основные произведения
- «Вечер» (1977);
- «Крестьянка», «Грусть» (1980);
- серия акварелей «Времена года» (1981);
- «Встреча», «Прощение», «Идущие» (1982);
- «Сумерки» (1984);
- «Вечер», «Вечерняя заря», «Рождественский день» (1990-е).

Произведения хранятся в музейных коллекциях Национального художественного музея Украины (Киев), Музее современного изобразительного искусства Украины (Киев), Одесском художественном музее, Одесском государственном литературном музее, Музее современного искусства Одессы, Дирекции выставок Министерства культуры РФ, Дирекции выставок Национального союза художников Украины.